# Contz-les-Bains
Contz-les-Bains (in lussemburghese e in mosellano Nidderkonz, in tedesco Niederkontz) è un comune francese di 499 abitanti situato nel dipartimento della Mosella nella regione del Grand Est poco lontano dal confine con il Lussemburgo e la Germania nella valle della Mosella.

## Società

### Evoluzione demografica
Abitanti censiti